# Costa Pennell
|  |

La costa Pennell (en inglés, Pennell Coast) es un sector de la costa de la Antártida que se extiende desde el cabo Williams (70°30′S 164°09′E / -70.500, 164.150) en el lado este del término del glaciar Lillie, límite con la costa Oates, y el cabo Adare (70°30′S 164°09′E / -70.500, 164.150) en el extremo norte de la península Adare, límite con la costa Borchgrevink de la Tierra de Victoria.
La costa Pennell es reclamada por Nueva Zelanda como parte de la Dependencia Ross, pero esa reclamación solo es reconocida por unos pocos países y desde la firma del Tratado Antártico en 1959, lo mismo que otras reclamaciones antárticas, ha quedado sujeta a sus disposiciones, por lo que Nueva Zelanda ejerce actos de administración y soberanía sobre el territorio sin interferir en las actividades que realizan otros estados en él.
El cabo Adare es el punto convencional que marca el inicio de los macizos de las montañas Transantárticas, límite entre los dos grandes sectores en que se divide el continente, por lo que la costa Pennell ubicada al occidente del mismo se halla en la Antártida Oriental. El cabo Adare, una prominencia de basalto negro, fue descubierto en enero de 1841 por el capitán James Ross, quien lo nombró en honor de su amigo el vizconde Adare.
La costa Pennell se encuentra enmarcada por las montañas Anare y Admiralty. Frente a la bahía Yule se hallan las islas Lyall.Los principales glaciares costeros son: Zykov, Barnett, Dennistoun, Wallis, Pitkevitch, Dugdale, y Murray.
La costa Pennell fue nombrada en 1961 por el New Zealand Antarctic Place-Names Committee en honor al teniente Harry Pennell de la Royal Navy, comandante del Terra Nova, barco de la Expedición Terra Nova (1910-1913). Pennell navegó a lo largo de la costa en febrero de 1911.